# Вулиця Зої Космодем'янської (Мелітополь)
Вулиця Зої Космодем'янської — вулиця в Мелітополі, в історичному районі Піщане. Починається від проїзду з проспекту Богдана Хмельницького, закінчується на перехресті з провулком Бєлякова. Складається з приватного сектора.

## Назва
Вулиця названа на честь Зої Космодем'янської (1923—1941) — радянської комсомолки, диверсантки часів німецько-радянської війни, першої жінки, що під час війни отримала звання Героя Радянського Союзу.

## Історія
Рішення про прорізку та найменування вулиці прийняте 5 серпня 1965 року.